# 萊昂鎮區 (堪薩斯州迪金森縣)
萊昂鎮區（英語：Lyon Township）為美國堪薩斯州迪金森縣轄下的鎮區。2010年美国人口普查中此鎮區人口有243人。

## 地理
萊昂鎮區涵蓋總面積為86.8平方（33.52平方英里），其中陸地面積為84.3平方（32.53平方英里），水域面積為2.6平方（0.99平方英里）或2.95%。海拔高度422（1,385英尺）。

## 人口統計
根據2010年美國人口普查，萊昂鎮區人口有243人，其中男性有127人，女性有116人，人口密度為每平方公里2.80人，住房計117戶。鎮區內的白人有236人，非裔美國人有0人，美洲原住民有3人，亞裔美國人有1人，太平洋島裔美國人有0人，其他種族有2人，混血種族則有1人。此外鎮區內有11人為西班牙裔或拉丁裔美國人。此鎮區之年齡中位數為48.6歲，而男性年齡中位數為46.8歲，女性年齡中位數為49.0歲。

## 交通

### 主要公路
- 56號美國國道
- 77號美國國道
- 4號堪薩斯州州道
- 218號堪薩斯州州道